# Дмитрівська друга волость
Дмитрівська друга волость — історична адміністративно-територіальна одиниця Павлоградського повіту Катеринославської губернії.
Станом на 1886 рік — складалася з 4 поселень, 4 сільських громад. Населення — 3866 осіб (1938 осіб чоловічої статі та 1928 — жіночої), 649 дворових господарств.
|                     | Площа, десятин | У тому числі орної, дес. |
| ------------------- | -------------- | ------------------------ |
| Сільських громад    | 3243           | 3079                     |
| Приватної власності | 15079          | 7062                     |
| Казенної власності  | —              | —                        |
| Іншої власності     | 240            | 140                      |
| Загалом             | 17364          | 6360                     |

Найбільші поселення волості:
- Дмитрівка (Булахівка) — село при заплаві річки Вовча за 18 верст від повітового міста, 2037 осіб, 345 дворів, православна церква, школа, лавка, винний склад. За 2 версти — винокурний завод.
- Межиріч — село при річці Вовча, 1676 осіб, 275 дворів, православна церква, школа, пивоварний завод.